# نادي الصحاري
نادي الصحاري السعودي هو أحد أندية الدرجة الثالثة بوادي الدواسر , تأسس عام 1406 هـ.